# Мауве, Антон
Антон Мауве (нидерл. Anton Mauve; 18 сентября 1838, Зандам — 5 февраля 1888, Арнем) — голландский художник-пейзажист, один из ведущих представителей Гаагской школы. Свои картины подписывал «А. Мауве» или монограммой «А.М.». Оказал большое влияние на двоюродного брата своей жены Винсента Ван Гога.
Самые известные картины Мауве изображают крестьян, работающих в поле. Его картины с изображением стад овец были особенно популярны среди американских меценатов.

## Жизнь и творчество
В 16-летнем возрасте А. Мауве поступил в обучение к художнику-анималисту Питеру Фредерику ван Осу и рисовал сценки с овцами, коровами и лошадьми. Любимой темой молодого художника стало изображение лошадей. Пользовался поддержкой Пауля Й. К. Габриеля. Благодаря своему выбору крайне простых сюжетов, которые он исполнял как правило в серых или серебристых тонах, Мауве оказался одним из лучших акварелистов Гаагской школы. Одним из наиболее частых сюжетов на картинах А. Мауве было изображение сельского пейзажа с пасущимися коровами, овцами и лошадьми.
А. Мауве оказал большое влияние на художественное становление своего родственника Винсента ван Гога (бывшего двоюродным братом жены Мауве). В октябре 1881 года Мауве послал ван Гогу ящик художника, полный масляных красок. В конце ноября того же года А. Мауве в течение трёх недель в своей гаагской мастерской преподавал ван Гогу акварельную живопись, однако тот оказался не расположен к акварели, и кроме тех, что были им созданы в ателье у Мауве, никогда акварелей не писал (согласно переписке Винсента Ван Гога с его братом Тео, работы акварелью были даже после смерти Мауве). А. Мауве также познакомил Иохана Хендрика Вейсенбруха, одного из корифеев голландской живописи конца XIX столетия, с Ван Гогом и его графическими работами, и Вейсенбрух дал весьма положительный отзыв о мастерстве и таланте молодого художника, заставив поверить в свои творческие силы.
Помимо Нидерландов, в настоящее время работы А. Мауве хранятся во многих художественных музеях (в том числе и в амстердамском Рийксмузее, значительное число его полотен было приобретено в своё время музеями и коллекционерами США (например, Бруклинским музеем) .

## Галерея

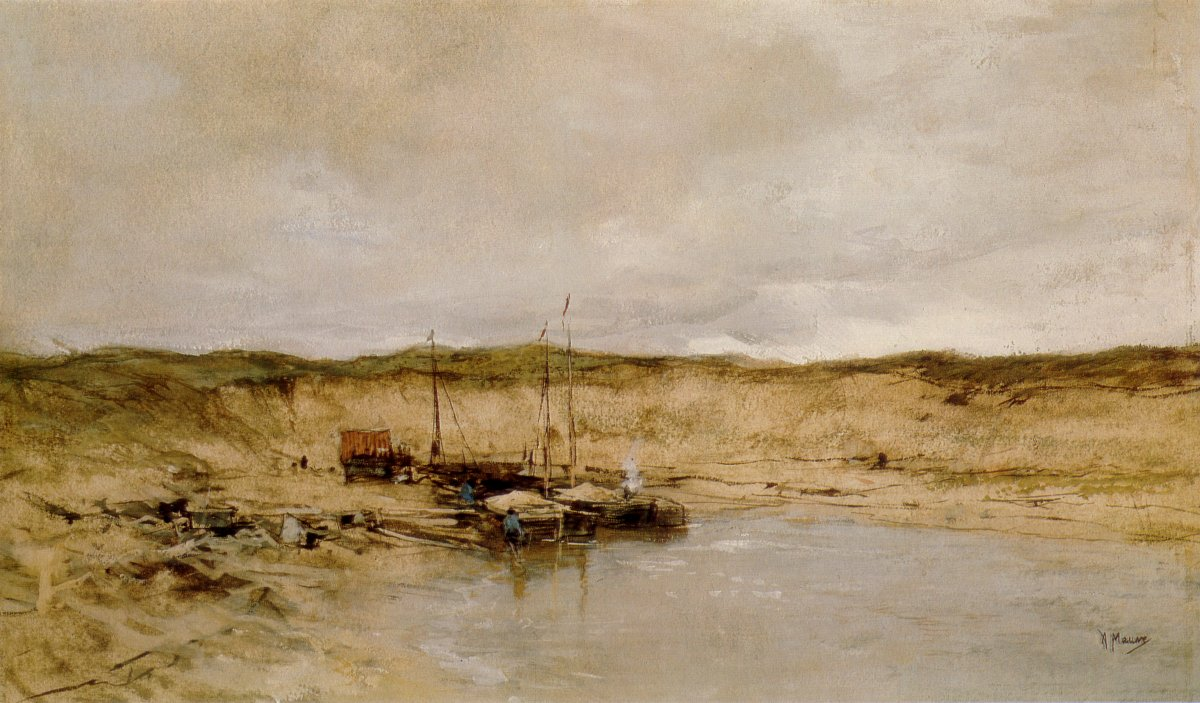
Дюны у Шевенингена
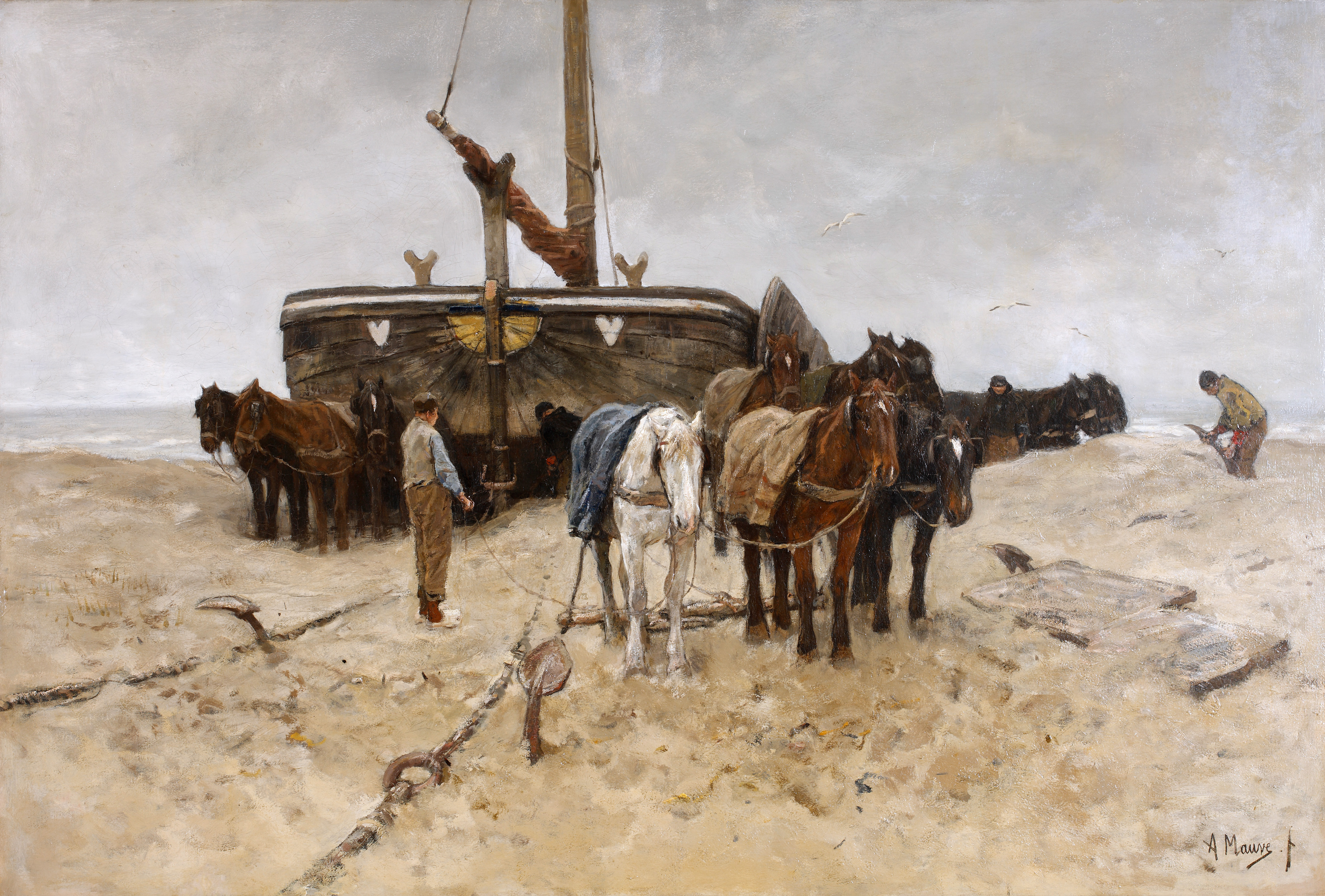
Вытаскивание судна на берег
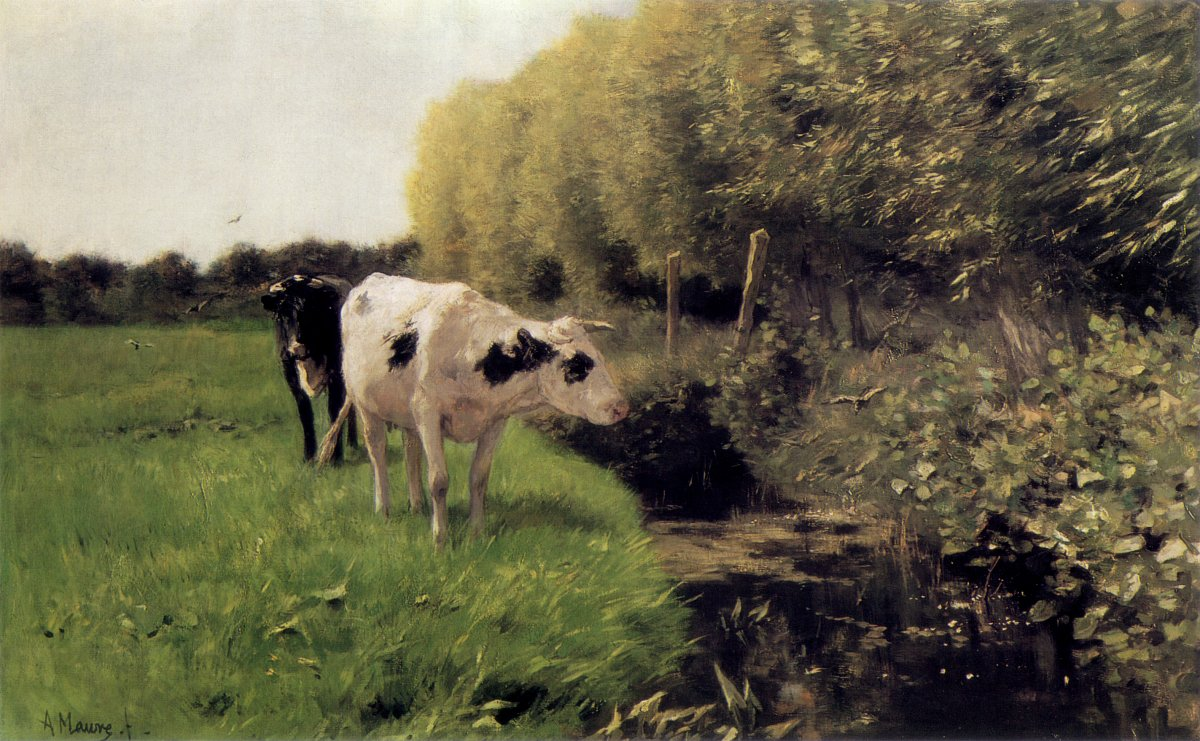
Коровы на пастбище
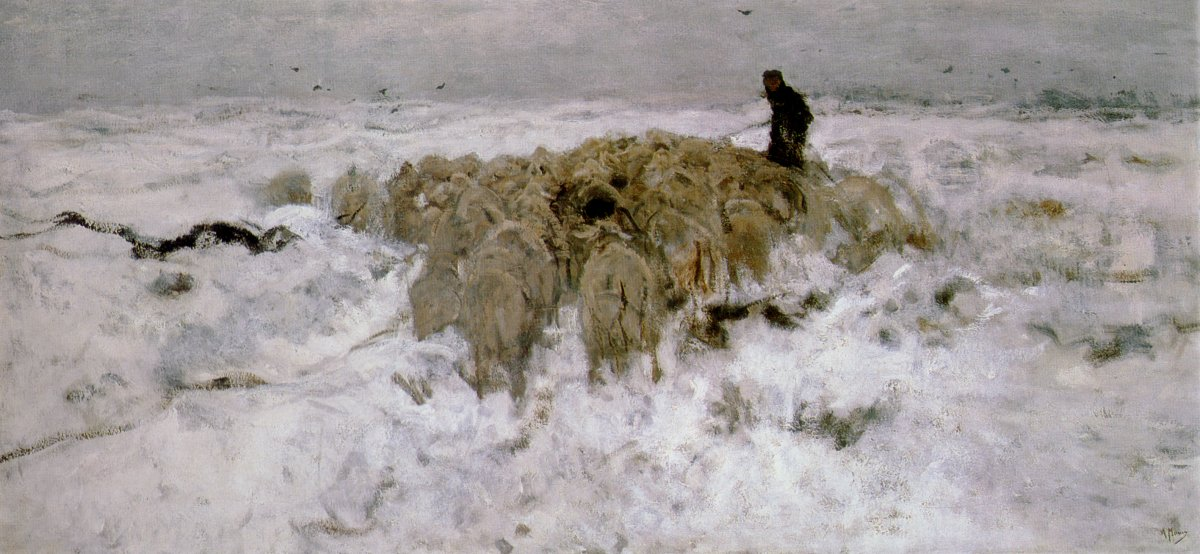
Отара овец с пастухом в снегах
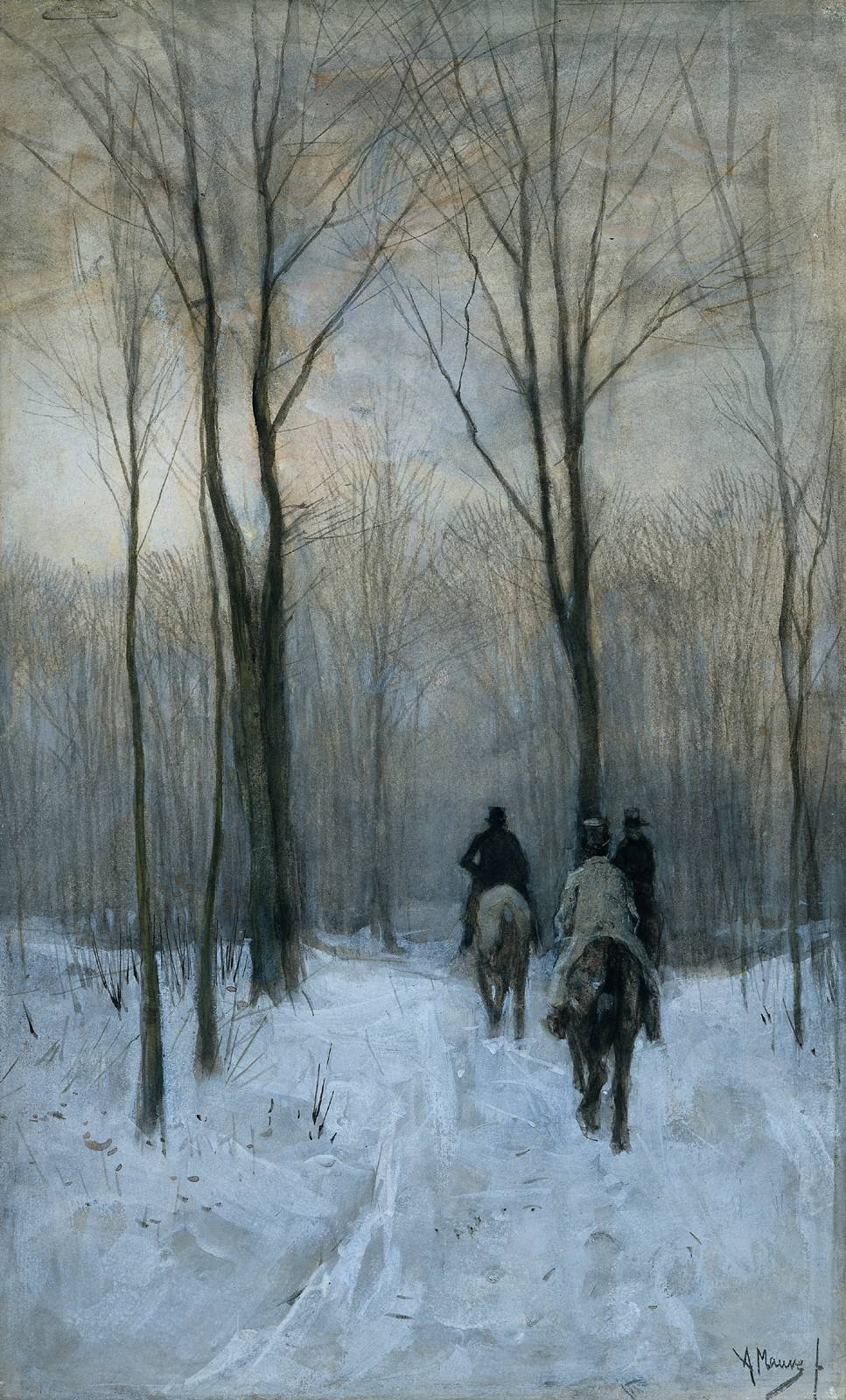
Всадники на снежной дороге близ Гааги
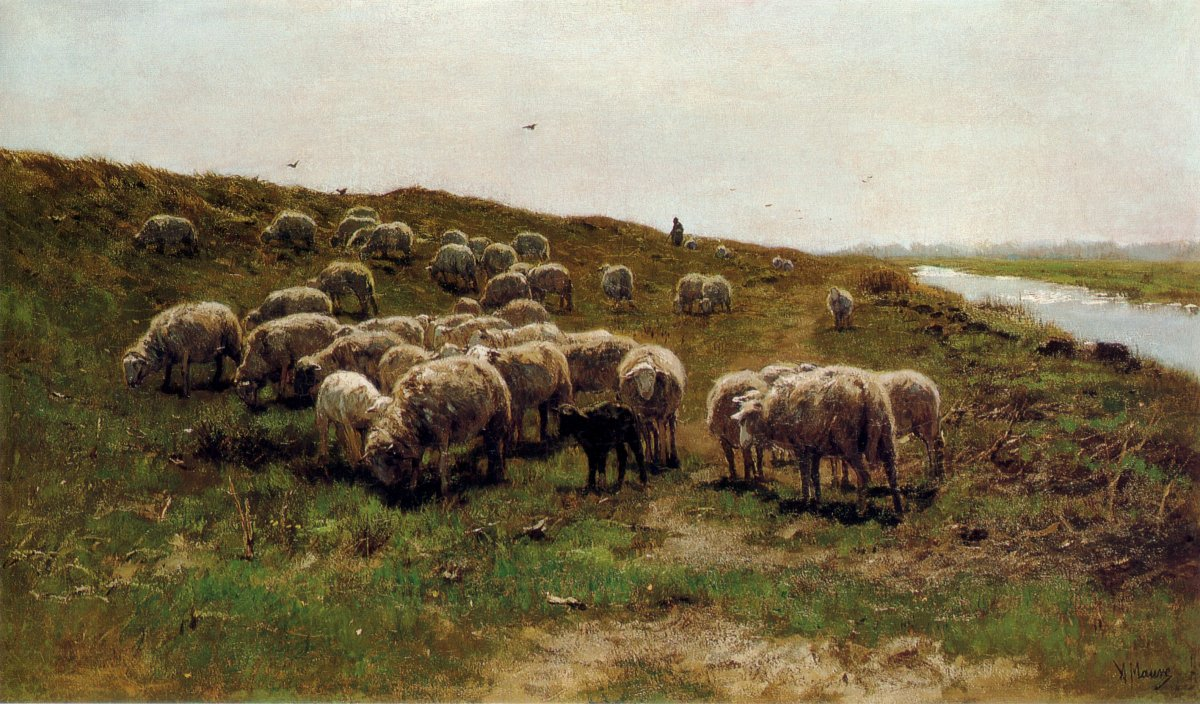
Овцы на пастбище
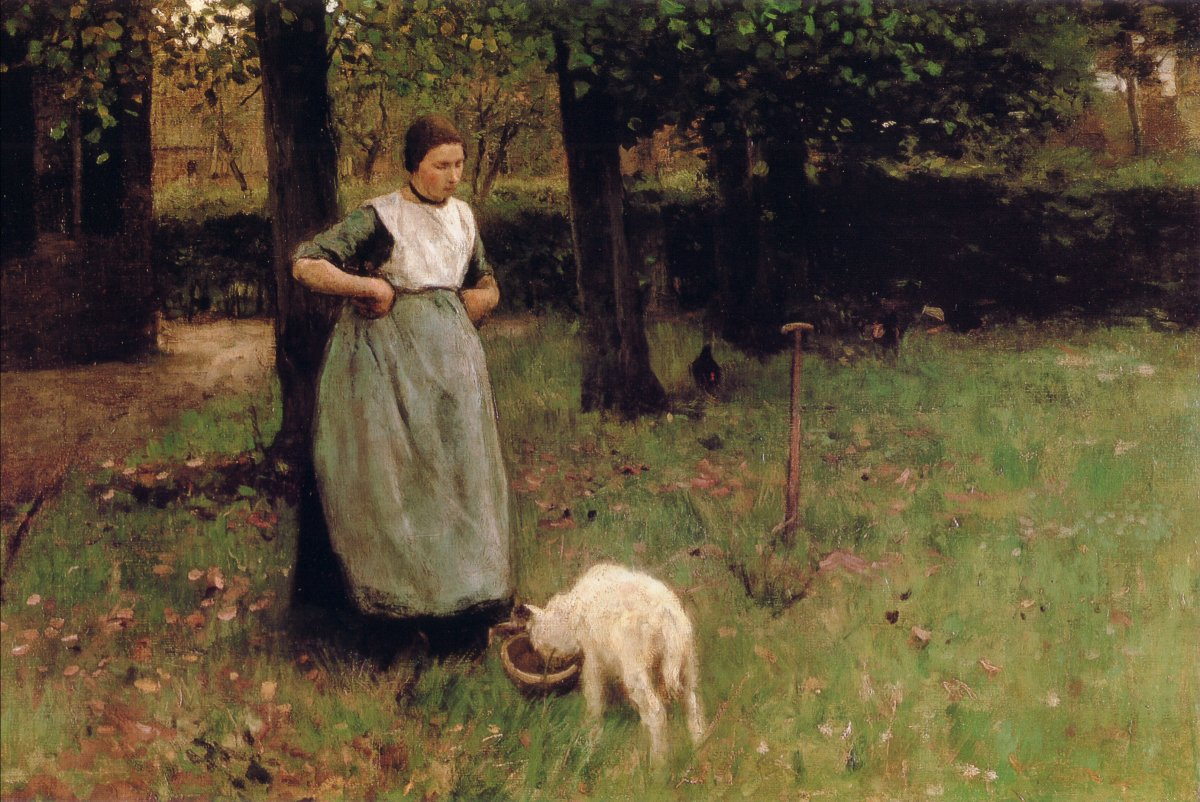
Женщина из Ларена с козлёнком
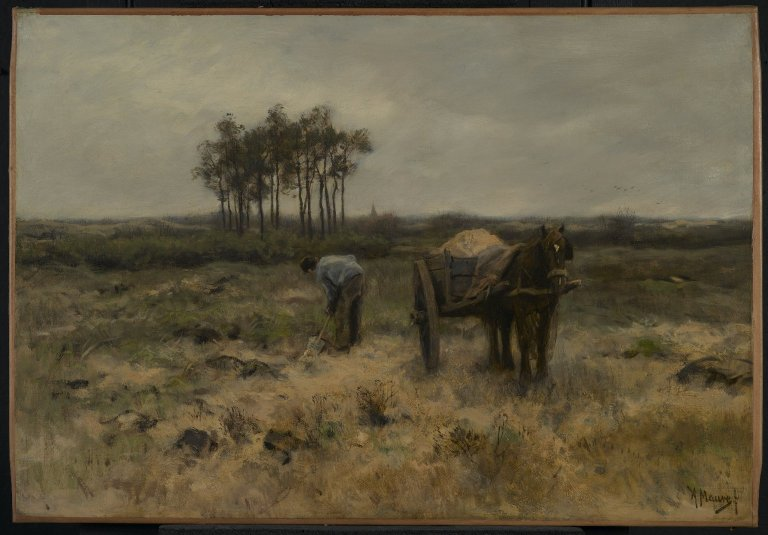
Повозка с песком
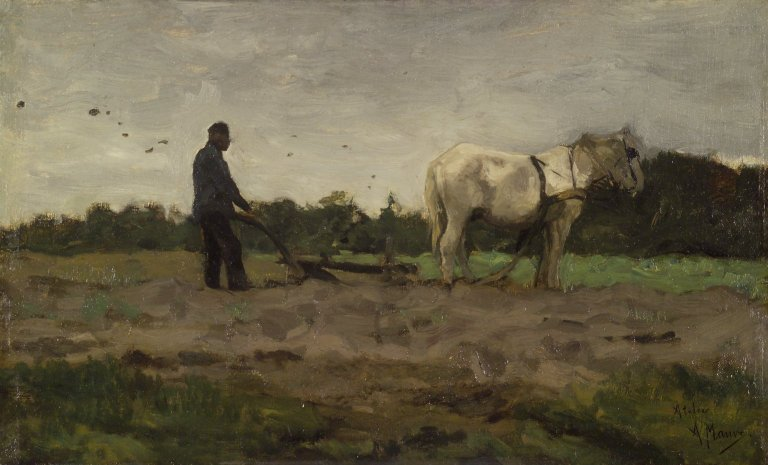
Пахота (1885)
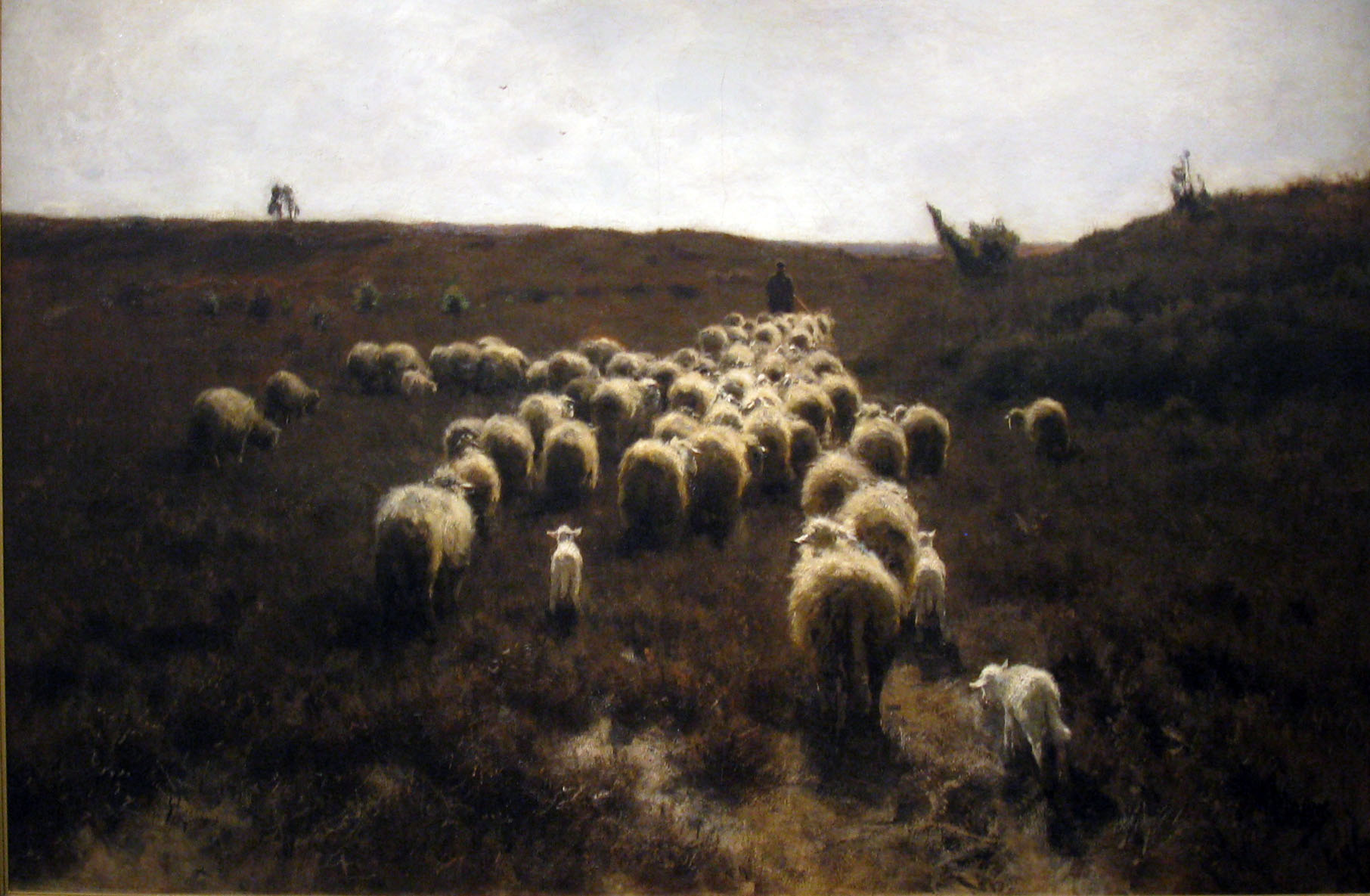
Возвращение отары (1886—1887)
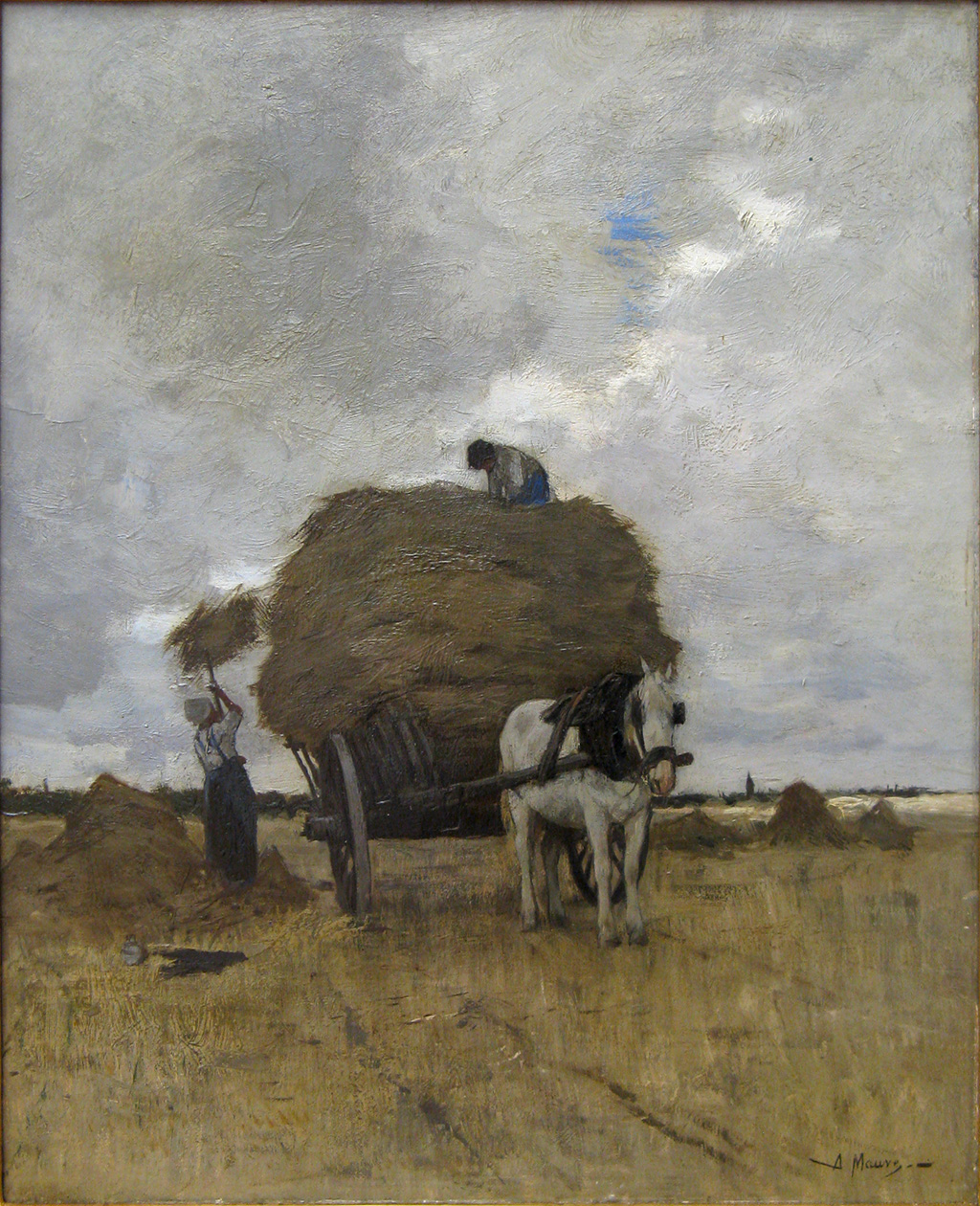
Воз сена (1878—1888)
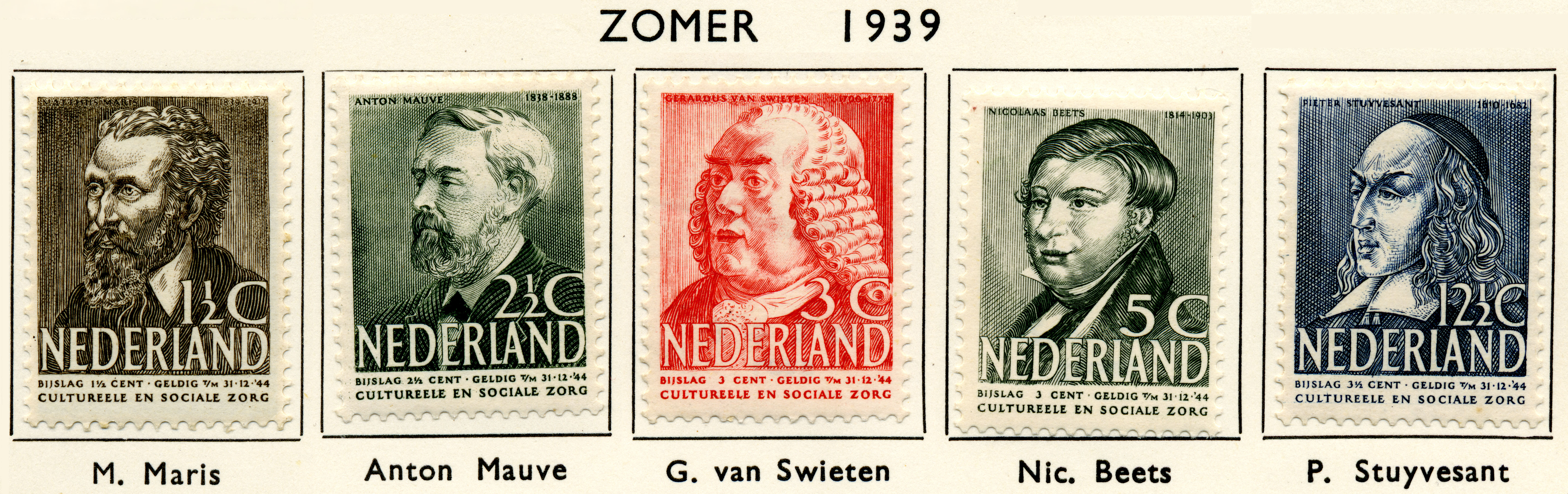
А. Мауве (второй слева) на почтовой марке Нидерландов (1939)